# Cissoïde de Dioclès

Cissoïde de Dioclès avec son cercle et sa droite génératrice

La cissoïde de Dioclès est une courbe cubique construite par Dioclès au IIe siècle av. J.-C., dans le but de résoudre graphiquement le problème de la duplication du cube. Elle fut étudiée plus complètement au XVIIe siècle par Fermat, Huygens et Sluse.
Le terme cissoïde vient du grec (kissos veut dire lierre) et signifie « en forme de lierre ». Il est emprunté à Proclus, qui en parle comme d'une courbe présentant des points de rebroussement.

## Fiche signalétique
La cissoïde de Dioclès fait partie de la famille des cissoïdes. Elle est appelée aussi cissoïde droite car elle est engendrée par un cercle C et une droite (d) tangente au cercle en A. Si O est le point diamétralement opposé à A sur le cercle, la cissoïde est l'ensemble des points M tels que
{\displaystyle {\overrightarrow {OM}}={\overrightarrow {M_{1}M_{2}}}} où M1 et M2 sont deux points alignés avec O situés respectivement sur (C) et (d).
Cette courbe possède l'axe (OA) comme axe de symétrie et la droite (d) comme asymptote.
Il en existe plusieurs équations. On appelle a le rayon du cercle (C), et on se place dans un repère orthonormal direct {\displaystyle (O,{\vec {i}},{\vec {j}})}, dans lequel A a pour coordonnées (2a, 0).
- Son équation polaire est

{\displaystyle r(\theta )=2a{\dfrac {\sin ^{2}(\theta )}{\cos(\theta )}}}
où θ parcourt l'intervalle ]–π/2, π/2[.
- Son équation cartésienne est

{\displaystyle y^{2}={\dfrac {x^{3}}{2a-x}}}.
- Son équation paramétrée par t = tan(θ) est

{\displaystyle x=2a{\dfrac {t^{2}}{1+t^{2}}}}
{\displaystyle y=tx\,}.
L'aire comprise entre la courbe et son asymptote est égale à 3πa2.

## Histoire

Cissoïde Version Dioclès

Dans un ouvrage aujourd'hui disparu, Sur les miroirs ardents, Dioclès construit cette courbe point par point pour obtenir un outil permettant de dupliquer le cube. On dit que la cissoïde de Dioclès est un mésolabe. Dioclès ne construit qu'une demi-portion de la cissoïde située dans le cercle et s'en sert pour construire un cube dont le volume doit être dans un rapport k avec celui d'un cube donné. Il ne se sert pas de la tangente pour sa construction. Il construit deux diamètres perpendiculaires [OA] et [BB']. Pour tout point P de l'arc BA, il construit le symétrique P' de P par rapport à la droite (BB'). Le point d'intersection M entre la droite (OP) et la perpendiculaire à (OA) passant par P' est un point de la cissoïde. Si H est le projeté orthogonal de P' sur (OA), K le point d'intersection des droites (OP) et (BB') et I le centre du cercle, Dioclès démontre, en utilisant le théorème de Thalès et des propriétés sur les triangles semblables que
{\displaystyle {\frac {IK}{IO}}={\frac {MH}{OH}}={\frac {OH}{HP'}}={\frac {HP'}{HA}}}.
Par produit, il en déduit que
{\displaystyle \left({\frac {IK}{IO}}\right)^{3}={\frac {MH}{HA}}}.
Enfin, si N est le point d'intersection de (AM) et (BB'),
{\displaystyle \left({\frac {IK}{IO}}\right)^{3}={\dfrac {IN}{IA}}}.
Pour connaître le côté d'un cube dont le volume serait k fois le volume du carré de côté a (k < 1), il suffit alors de construire une cissoïde à partir du cercle de rayon a, de construire sur (BB') le point N tel que IN = k×IA. La droite (AN) rencontre la cissoïde en M et la droite (OM) rencontre alors (BB') en K, vérifiant
{\displaystyle {\dfrac {IK^{3}}{IO^{3}}}=k}.
En prenant par exemple k = 1/2, on construit deux cubes dont les volumes sont dans un rapport 2. Dioclès fait ensuite remarquer que, par le jeu des proportionnalités, la construction peut s'effectuer grâce à la cissoïde associée au cercle de rayon 1.
Dioclès montre ensuite que cette même figure permet de résoudre le problème de la double moyenne proportionnelle : a et b étant donnés, comment trouver x et y tels que
{\displaystyle {\frac {a}{x}}={\frac {x}{y}}={\frac {y}{b}}.}
Sa méthode a probablement inspiré Sporos de Nicée et est reprise par Eutocius d'Ascalon quand celui-ci fait l'inventaire des mésolabes.
Selon Jean Itard, à cette époque, le nom de « cissoïde de Dioclès » n'est pas utilisé et le terme semble apparaître pour la première fois dans des textes du XVIe siècle.

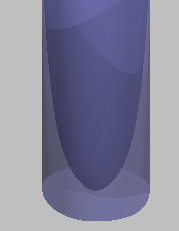
Le récipient de Sluse (portion), de volume fini et de contenance infinie. Du fait de l'épaisseur de plus en plus mince des parois vers le haut, même pour une hauteur infinie du récipient, la masse de verre nécessaire pour le fabriquer est finie.

Au XVIIe siècle, la cissoïde est étudiée par Pierre de Fermat dans ses ouvrages Doctrine sur les tangentes et De cissoide fragmentum (1662) où il en détermine les tangentes et une quadrature. C'est à cette époque (1658) que la cissoïde se prolonge hors du cercle, se complète par symétrie et que son asymptote apparaît. Elle fait l'objet d'un échange de lettres entre Sluse, Huygens et Wallis. Utilisant la méthode des indivisibles, Sluse calcule le volume du solide engendré par la rotation de la demi-cissoïde autour de son asymptote et prouve qu'il est égal à la moitié de celui du solide engendré par la rotation du cercle directeur autour de sa tangente en O. Il trouve ainsi un volume de π2a3. Utilisant la même méthode des indivisibles, Huyghens calcule l'aire comprise entre la cissoïde, le diamètre du cercle et son asymptote et prouve qu'elle est égale à trois fois l'aire du demi-cercle directeur, soit 3πa2/2. Peu confiant en cette méthode, il demande à Wallis de confirmer son calcul par sa méthode Arithmetica infinotorum, ce que celui-ci fait en 1659.
Grâce au théorème de Guldin, en complétant la courbe par symétrie, Huygens trouve la position du centre de gravité G de la surface comprise entre la courbe et son asymptote (AG = 1/3 a). Toujours en utilisant le théorème de Guldin, Sluse en déduit le volume du solide obtenu par rotation de la surface comprise entre l'asymptote, le diamètre (OA) et la cissoïde, autour de la tangente au cercle en O (V = 5π2a3). Sluse se réjouit d'avoir ainsi trouvé un solide aussi bizarre que la trompette de Gabriel : un solide de volume fini (ou de masse finie) pouvant contenir un volume infini de liquide. Il parle alors dans une lettre à Huygens de « mensura vasculi, pondere non magni, quod interim helluo nullus ebibat » (« mesure d'un récipient, dont le poids n'est pas grand mais que, cependant, le plus grand glouton ne pourrait vider »).

## Constructions

### Construction mécanique

Dispositif mécanique d'Artobolevski.

La cissoïde est une courbe algébrique car son équation est polynomiale de degré 3. D'après Kempe, on peut donc lui associer un système traceur mécanique. Ivan Artobolevski en propose une version.
Son principe s'appuie sur le fait que, dans la construction de la cissoïde, se trouvent des éléments de symétrie : si N est le milieu du segment [OM2], la symétrie de centre N envoie M1 en M et A en A' tel que OAM2A' soit un rectangle. Le mécanisme d'Artobolevski exploite le fait que le triangle AM2M1 (et donc le triangle A'MO) est rectangle en M1 (resp. rectangle en M).

### Inversion
La cissoïde est l'image de la parabole d'équation x = y2 par l'inversion de pôle O et de rapport 2a.

### Podaire
La cissoïde est la podaire d'une parabole par rapport à son sommet.

### Roulette

Construction de la cissoïde par roulement d'une parabole sur une autre.

La cissoïde est une roulette obtenue en faisant rouler une parabole sur une parabole qui lui est symétrique et en observant le lieu de son sommet.